# Turdus olivater
El zorzal cabecinegro (Turdus olivater), también denominado tordo de cabeza negra, mirla cabecinegra y paraulata cabecinegra, es una especie de ave paseriforme de la familia Turdidae que vive en Sudamérica.

## Descripción
El zorzal cabecinegro mide unos 23-24 centímetros de largo. El macho de la subespecie nominal olivater tienen la cabeza, el cuello y el pecho de color negro, mientras que su espalda es de color pardo que se va aclarando hacia el vientre. Su pico y anillo ocular son de color amarillo brillante y sus patas también son amarillentas. Las hembras son pardo verdosas en las partes superiores con la cabeza y las partes inferiores grisáceas. Y sus picos y patas también son grises.

## Distribución y hábitat
Se encuentra en Brasil, Colombia, Guyana, Surinam y Venezuela.
Sus hábitats naturales son las selvas montanas húmedas tropicales o subtropicales y los matorrales de regiones altas. También puede vivir en los antiguos bosques degradados.

## Taxonomía
El zorzal cabecinegro fue descrito científicamente por el ornitólogo francés Frédéric de Lafresnaye en 1848. Se reconocen ocho subespecies:
- Turdus olivater olivater (Lafresnaye, 1848) – al este de Colombia y las montañas de la costa norte de Venezuela
- Turdus olivater sanctaemartae (Todd, 1913) – en las montañas de Santa Marta (noreste de Colombia)
- Turdus olivater caucae (Chapman, 1914) – en el suroeste de Colombia (valle del Cauca)
- Turdus olivater paraquensis (Phelps y Phelps, Jr, 1946) – en los tepuis del sur de Venezuela (cerro Paraque)
- Turdus olivater kemptoni (Phelps & Phelps, Jr, 1955) – en los tepuis del sur de Venezuela (cerro de la Neblina)
- Turdus olivater duidae (Chapman, 1929) – en los tepuis del sur de Venezuela (cerro Duida)
- Turdus olivater roraimae (Salvin y Godman, 1884) – en los tepuis del sur de Venezuela (sur de Bolívar), el sur de Guyana, Surinam, norte de Brasil
- Turdus olivater ptaritepui (Phelps & Phelps, Jr, 1946) – en los tepuis del sur de Venezuela (Ptari-tepui)